# Mancha que limpia
Mancha que limpia ('De vlek die reinigt') ook wel Matilde is een toneelstuk in vier akten uit 1895 van de Spaanse schrijver José Echegaray.

## Toneelstuk
Er zijn rollen voor Matilde, Donna Conception, Fernando, Enriquita, Don Justo, Don Lorenzo, Julio, Dolores (dienster) en een anonieme ober. Matilde en Enriquita wonen in het huis van Donna Dolores. Matilde is verliefd op Fernando, maar die is verloofd met Enriquita. Matilde vermoedt dat Enriquita een affaire heeft met Julio en volgt haar. Uiteindelijk vermoordt Mathilde Enriquita om de eer van Fernando te redden. Bij de Spaanse première werden de hoofdrollen gespeeld door María Guerrero en Fernando Díaz de Mendoza. In 1924 is het toneelstuk verfilmd door José Buchs.

## Muziek
Bij de eerste opvoeringen van Macha qua limpia in maart 1912 in het Noorse Nationaltheatret verzorgde componist en dirigent Johan Halvorsen enige muziek. Hij koos bij de Noorse titel Flekken som renser voor muziek van Camille Saint-Saëns ("Rhapsodie mauresque" uit Suite algérienne), Moritz Moszkowski (Alla Espagnola) en Jules Massenet ("Cortège et benediction nuptiale" uit Scènes hongroises). In aanvulling daarop schreef Halvorsen zelf een Spaans lied (Spansk sang). Het stuk verdween na de voorstellingen in de la. Die voorstellingen werden geregisseerd door Johanne Dybwad, die tevens de rol van Mathilde op zich nam. 